# Untouchable
Untouchable var den första planerade singeln från Lisa Lopes andra studioalbum N.I.N.A, som skulle släppas någon gång under 2002. Låten skrevs och producerades till största del av henne själv men även med Antonio "LA" Reid, Mark Pitts och Tupac. När Lopes omkom i en bilolycka samma år ställdes albumet in.
Låten var först med på Lisas debutalbum, Supernova, och valdes sedan med på hennes andra album, den spelades då om och gavs en annan instrumental uppsättning med några små ändringar i verserna. Låten valdes sedan med på hennes postumt utgivna tredje studioalbum, Eye Legacy (2009), och remixades återigen för att hålla musikårets standard.